# Brugmansia longifolia
Brugmansia longifolia là cái tên được G. Lagerheim đặt cho một loài thực vật thu thập ở Ecuador vào năm 1895 có lá hẹp và răng cưa lượn sóng. Hiện tại tên này được coi là tên thừa của loài Brugmansia insignis.